# 2004
Cette page concerne l'année 2004 (MMIV en chiffres romains) du calendrier grégorien. Pour l'année 2004 av. J.-C., voir 2004 av. J.-C. Pour le nombre 2004, voir 2004 (nombre).
2004 est une année bissextile qui commence un jeudi.
C'est la 2004e année de notre ère, la 4e du IIIe millénaire et du XXIe siècle et la 5e de la décennie 2000-2009.
L'adhésion de 10 pays supplémentaires à l'Union Européenne et la création de Facebook constituent les événements marquants de l'année.

## Autres calendriers
L'année 2004 du calendrier grégorien correspond aux dates suivantes :
- Calendrier berbère : 2953 / 2954
- Calendrier chinois : 4701 / 4702 (le Nouvel An chinois 4702 de l’année du singe de bois a lieu le 22 janvier 2004[1])
- Calendrier hébraïque : 5764 / 5765 (le 1er tishri 5765 a lieu le 16 septembre 2004[2])
- Calendrier indien : 1925 / 1926 (le 1er chaitra 1926 a lieu le 21 mars 2004[2])
- Calendrier musulman : 1424 / 1425 (le 1er mouharram 1425 a lieu le 22 février 2004[2])
- Calendrier persan : 1382 / 1383 (le 1er farvardin 1383 a lieu le 20 mars 2004[2])
- Calendrier républicain : 212 / 213 (le 1er vendémiaire 213 a lieu le 22 septembre 2004[2])
  - Jours juliens : de 2 453 005,5 à 2 453 371,5[3],[2]

## Chronologie territoriale

### Monde
- Année internationale de commémoration de la lutte contre l'esclavage et de son abolition (1904).
- 400e anniversaire de l'arrivée des Français en Amérique du Nord (1604).
- 4 février : lancement du réseau social Facebook.
- 24 février : Ayman Al-Zaouahiri, bras droit égyptien d'Oussama ben Laden et véritable cerveau d'Al-Qaïda, prononce pour la première fois des menaces explicites contre la France, dans une cassette audio diffusée sur la chaîne al-Arabiya basée à Dubaï, à cause de l'interdiction du voile islamique.
- 16 mars : au Pakistan, les combats éclatent entre les talibans et l'armée pakistanaise au Waziristan du Sud, marquant le début de l'insurrection islamiste au Pakistan.
- 7 avril : commémorations dans le monde du dixième anniversaire du début du génocide au Rwanda. L'ONU a déclaré ce jour « Journée internationale de réflexion sur le génocide au Rwanda en 1994. »
- 28 avril : résolution 1540 du Conseil de sécurité des Nations unies concernant les armes de destruction massive et la prolifération nucléaire (chapitre VII).
- 26 décembre : un séisme et un tsunami ravagent l'intégralité de l'océan indien (Sumatra, Thaïlande, Inde, Sri Lanka, etc.) tuant plus de 250 000 personnes.

#### Guerre d’Irak
- 28 avril : la presse révèle la pratique de tortures et d'humiliations dans les prisons irakiennes du fait de soldats américains. Publication de photos de la prison d'Abou Ghraib qui fait scandale.
- 19 septembre : une vidéo diffusée sur un site internet islamiste montre apparemment une scène de décapitation de trois membres du Parti démocratique du Kurdistan (PDK) dans le nord de l'Irak.
- 20 septembre : deux otages américains en Irak, Eugene Armstrong et Jack Hensley, enlevés le 16 septembre avec un Britannique, sont décapités à 24 heures d'intervalle par leurs ravisseurs, le groupe d'Abou Moussab Al-Zarqaoui, « Unification et guerre sainte ».
- 8 octobre : l'otage britannique Kenneth Bigley (en) est décapité par ses geôliers en Irak.
- 7 novembre : attaque de grande envergure sur la ville de Falloujah.
- 13 novembre : après 6 jours de combats, les Américains prennent le contrôle de Falloujah.
- 22 décembre : libération des deux otages et journalistes français Georges Malbrunot et Christian Chesnot, détenus depuis 124 jours.

### Afrique
- 5 janvier :
  - les rebelles hutus burundais des Forces nationales de libération (FNL), dernier mouvement en guerre contre le gouvernement de transition du Burundi, acceptent de négocier avec le président burundais Domitien Ndayizeye;
  - ils annoncent, dans le même temps, la levée de l'ultimatum qu'ils avaient lancé le 31 décembre contre le président de la conférence épiscopale du Burundi, Simon Ntamwana, à qui ils avaient donné 30 jours pour quitter le pays, après les accusations de celui-ci d'avoir exécuté le 29 décembre le nonce apostolique au Burundi, Michael Courtney.
- 24 février : au Maroc, tremblement de terre de 6,5 sur l'échelle ouverte de Richter dans le nord du pays provoquant 517 morts.
- 8 avril : en Algérie, Abdelaziz Bouteflika est élu président de la république pour la seconde fois avec plus de 80 % des voix.
- 29 avril : au Mali, Ousmane Issoufi Maïga est nommé Premier ministre.
- 6 novembre : attaque de deux Soukhoï Su-25 de l'armée de Côte d'Ivoire sur le lycée de Bouaké servant de base pour l'armée française provoquant 10 morts (9 soldats et un civil américain), 38 blessés dont certains grièvement. Les Français répliquent en anéantissant les forces aériennes et antiaériennes de l'armée ivoirienne. La tension monte, et on évacue à nouveau plusieurs milliers de résidents étrangers.
- 9 novembre : menacés par les débordements d'une manifestation dirigée contre eux à Abidjan, des militaires français tirent provoquant sept à soixante morts selon les sources.

### Amérique
- 4 février : lancement du célèbre réseau social, Facebook.
- 13 février : funérailles nationales de Claude Ryan, chef du Parti libéral du Québec de 1978 à 1982, en la basilique Notre-Dame de Montréal présidées par le cardinal Jean-Claude Turcotte, archevêque de Montréal.
- 29 février : départ de Jean-Bertrand Aristide, président d'Haïti, pour l'exil.
- février : crise politique et sociale en Haïti.
- 2 mars : John Kerry sera le candidat démocrate à l’élection présidentielle américaine de novembre.
- 26 mars : anomalie climatique. Le cyclone Catarina est observé dans l'Atlantique sud et atteint les côtes du Brésil.
- 15 mai : ouverture du salon de l'E3 qui se déroule du 15 au 18 mai. C'est lors de cet événement que fut présenté pour la première fois le jeu The Legend of Zelda: Twilight Princess, le trailer surpris toutes les personnes présentes lors de la conférence du géant Japonais Nintendo. L'annonce du jeu fut l'événement majeur du salon avec celle de la Nintendo DS et de la PSP.
- 28 juin : élections fédérales au Canada. Le parti libéral est réélu, mais il est minoritaire à la chambre des communes.
- 1er août : incendie dans un supermarché d'Asuncion au Paraguay avec un lourd bilan : 399 morts, 144 disparus.
- 13 août : l'ouragan Charley tue 27 personnes en Floride, 4 à Cuba et 1 en Jamaïque.
- 3 septembre : l'ouragan Frances fait 10 morts en Floride.
- 7 septembre : l'ouragan Ivan provoque 37 morts à Grenade, 5 au Venezuela et 4 en République dominicaine. Les dégâts sont considérables.
- 18 septembre : l'ouragan Jeanne ravage Haïti. Trois jours après, le bilan non définitif s'élève à 700 morts et 1 000 disparus.
- 5 octobre : le feu se déclare à bord du sous-marin canadien NCSM Chicoutimi ; 1 mort.
- 31 octobre : Tabaré Vázquez est élu Président d'Uruguay. C'est une victoire historique pour la gauche.
- 2 novembre : le président des États-Unis George W. Bush est réélu pour un second mandat de 4 ans.

### Asie
- 26 janvier : À la suite d’un problème de fermentation, le cadavre d'un cachalot explose lors de son transport dans le centre de Tainan (Taïwan).
- 21 février : un étudiant de Pékin, Lu Jiaping, membre de la Société chinoise de recherche sur l'histoire de la Seconde Guerre mondiale adresse des lettres aux membres du Comité permanent du Comité central du Parti communiste chinois, au Congrès du peuple chinois et à la Commission consultative politique du peuple chinois pour dénoncer divers scandales dans lesquels serait impliqué l'ancien président Jiang Zemin.
- 16 mars : au Pakistan, les combats éclatent entre les talibans et l'armée pakistanaise à Wana au Waziristan du Sud, marquant le début de l'insurrection islamiste au Pakistan.
- 20 avril-10 mai : élections législatives indiennes[4].
- 20 août : Lyonpo Yeshey Zimba redevient Premier ministre du Bhoutan.
- 25 octobre : la répression d'une manifestation en Thaïlande fait 68 morts.
- 26 décembre : un violent séisme de magnitude 9,0 sur l'échelle ouverte de Richter et dont l'épicentre se situe au large de l'île indonésienne de Sumatra engendre une série de raz-de-marée (un tsunami) causant la mort de plus de 250 000 personnes dans l'océan Indien.

### Moyen-Orient
- 18 février : en Iran, un train de marchandises explose ; 320 morts.
- 20 février : en Iran, les conservateurs remportent les élections au parlement.
- 12 mars : Émeutes de Qamichli en Syrie.
- 4 avril : l'Iran dément posséder des sites nucléaires secrets et soutient que la mise en service expérimentale du site de conversion d'uranium d'Ispahan, dans le centre du pays, ne viole pas ses engagements.
- 31 août : deux attaques suicide revendiquées par le Hamas à Beer-Sheva (Israël) provoquent 16 morts et 80 blessés.
- 3 septembre : acte terroriste en ville de Beslan, Ossétie du Nord, Russie, faisant 363 morts et plus que 500 blessés
- 8 octobre : double attentat à la voiture piégée à Taba (Égypte), lieu de vacances de nombreux Israéliens ; 34 morts.
- 9 octobre : premières élections démocratiques en Afghanistan.
- 15 novembre : par l'accord de Paris, l'Iran accepte de suspendre ses activités d'enrichissement d'uranium contre une promesse européenne de coopération nucléaire, commerciale et politique.
- 22 novembre : entrée en vigueur de la suspension de l'enrichissement d'uranium par l'Iran, conformément à l'accord de Paris.
- 30 novembre : l'Iran déclare qu'il reprendra à terme l'enrichissement de l'uranium, auquel il « ne renoncera jamais ».
- 12 décembre : le public égyptien découvre un mouvement d'opposition non-religieux, Kifaya, cinq mois après sa création, lors d'une manifestation publique au Caire.

## Chronologie thématique

### Arts et culture
Informatique
- 28 août : première journée du logiciel libre.

Internet
- Lancement de Google Maps aux États-Unis et au Canada.
- Lancement de Facebook.
- Lancement du célèbre MMORPG : World of Warcraft.

Télévision
- 6 mai : dernier épisode de la série télé Friends diffusé à la télévision américaine.
- 18 juin : arrêt de l'émission C'est mon choix cinq ans après son lancement.
- 23 juillet : arrêt de l'émission Le Bigdil après six années.
- 30 août : diffusion du 1er épisode de Plus belle la vie sur France 3.
- 22 décembre : Grégory Lemarchal remporte Star Academy 4.

### Économie et commerce
- 8 janvier : le paquebot Queen Mary 2 est officiellement baptisé.

### Sciences et techniques
- 2 mars : Lancement de la sonde spatiale Rosetta.
- 8 juin : la planète Vénus passe juste devant le disque solaire. Le même phénomène est prévu en 2012.
- 30 juin : la sonde Cassini-Huygens traverse les anneaux de Saturne et en envoie les premières images.
- 24 octobre : le Brésil nouvelle puissance spatiale après la réussite de son premier lancement spatial.
- 7 novembre : découverte d'un astéroïde, baptisé 2004 VD17, mesurant 500 mètres de long et d'une masse d'un milliard de tonnes, susceptible d'entrer en collision avec la Terre au début du siècle prochain (le 4 mai 2102, d'après les calculs des scientifiques), en provoquant des destructions massives. Son impact déchainerait 10 000 mégatonnes d'énergie, soit l'équivalent de l'explosion de toutes les armes nucléaires de la planète. Les scientifiques ont toutefois calculé que ce risque était faible, de l'ordre d'un sur mille.
- 26 décembre : une équipe de spécialistes français d'hématologie annonce sur le site de la revue Nature Biotechnology, avoir, pour la première fois au monde, réussi à fabriquer in vitro de très grandes quantités de globules rouges humains à la fois matures et fonctionnels[5].

### Sport
- 1er janvier-17 janvier, Paris-Dakar : le Français Stéphane Peterhansel s'impose en auto sur une Mitsubishi. L'Espagnol Nani Roma est le premier motard sur la plage de Dakar (sur KTM).
- 14 janvier : la Tunisie est championne d'Afrique de football.
- 26 mai : finale de Ligue des Champions de l'UEFA, AS Monaco 0-3 FC Porto.
- 5 juin : la joueuse de tennis russe Anastasia Myskina remporte la 74e édition du tournoi de Roland-Garros.
- 6 juin : le joueur de tennis argentin Gastón Gaudio remporte le tournoi de Roland-Garros.
- 4 juillet : la Grèce est championne d'Europe de football.
- 25 juillet : Lance Armstrong remporte son sixième Tour de France consécutif.
- 13 août : ouverture des XXVIIIe Jeux olympiques d'été à Athènes.
- 13 au 29 août : le nageur américain Michael Phelps remporte six médailles d'or et deux médailles de bronze aux Jeux Olympiques d'Athènes.
- 17 août: le sabre féminin est introduit aux Jeux olympiques.
- 24 octobre : Michael Schumacher devient pour la septième fois champion du monde de formule 1.

### Transport
- 3 janvier : le vol 604 de la Flash Airlines s'abime en mer Rouge ; 148 morts. Voir Vol Flash Airlines FSH 604
- 13 janvier : un appareil de l'Uzbekistan Airways s'écrase près de Tachkent ; 37 morts.

## Distinctions internationales

### Prix Nobel
Les lauréats du Prix Nobel en  2004 sont :
- Physique : David J. Gross, H. David Politzer et Frank Wilczek
- Chimie : Aaron Ciechanover, Avram Hershko et Irwin Rose
- Médecine : Linda B. Buck et Richard Axel
- Littérature : Elfriede Jelinek
- Paix : Wangari Muta Maathai
- « Prix Nobel » d'économie : Finn Kydland et Edward Prescott.

### Autres prix
- Prix Pritzker (architecture) : Zaha Hadid.

## Décès en 2004

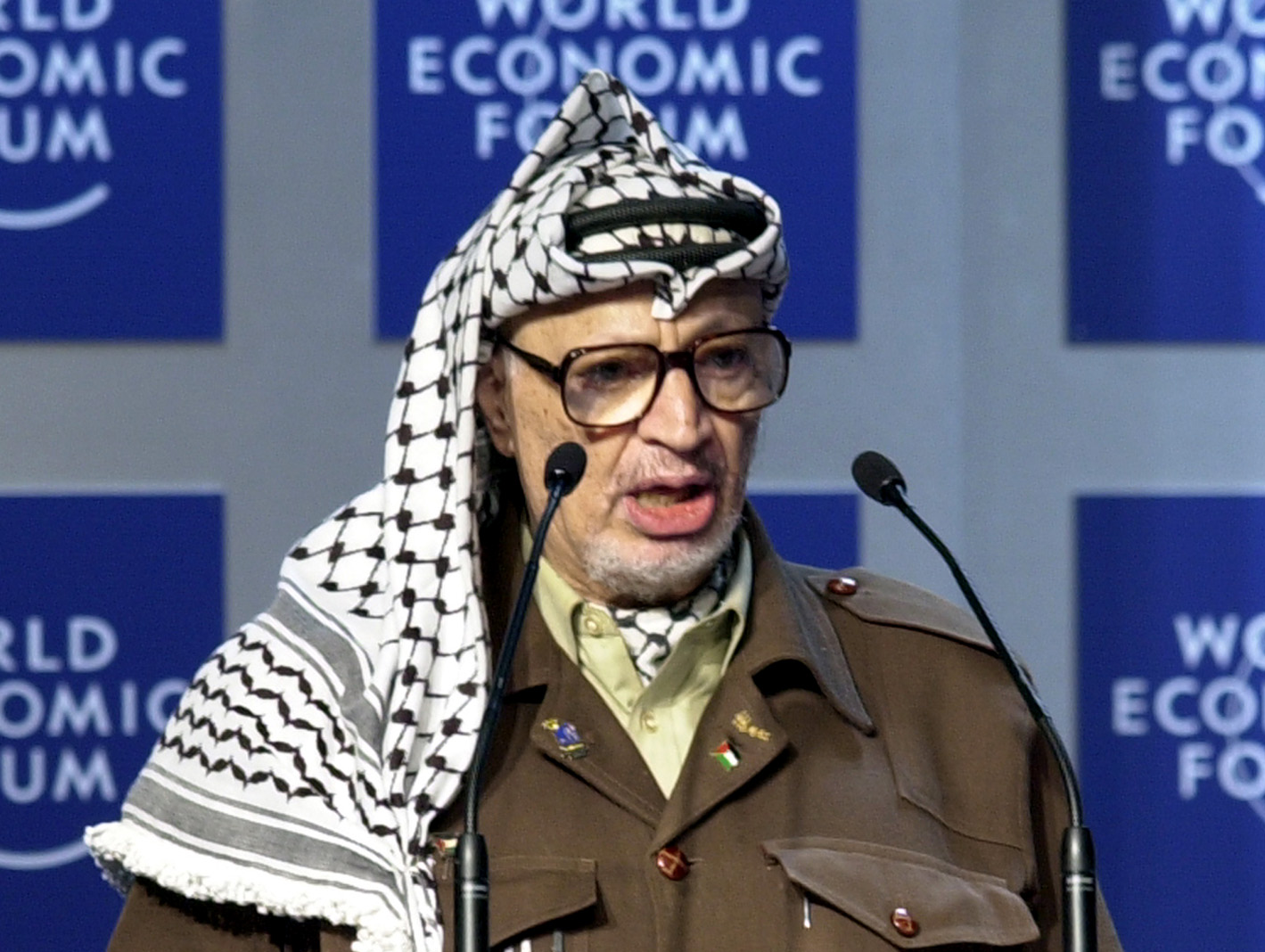
Yasser Arafat.

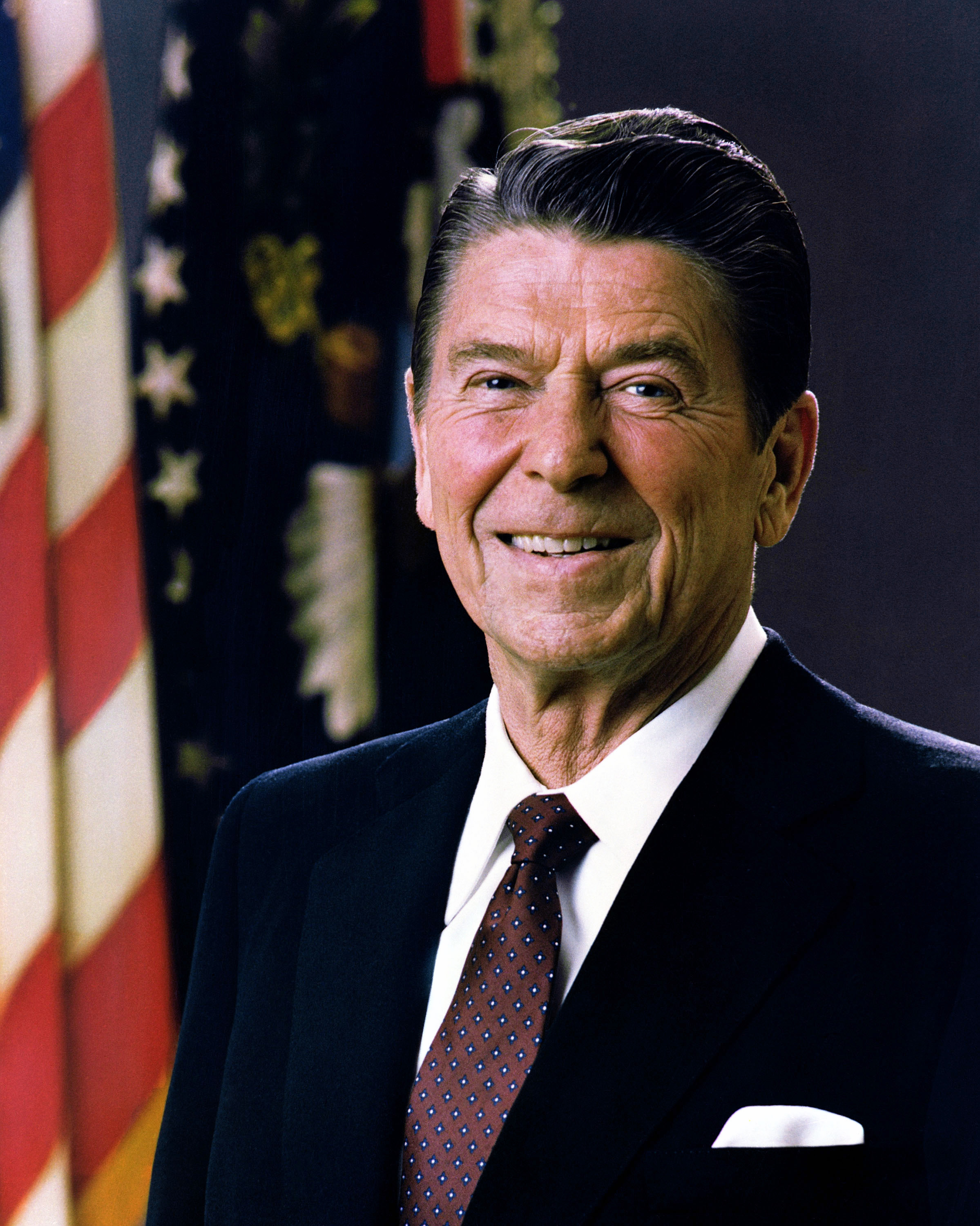
Ronald Reagan.

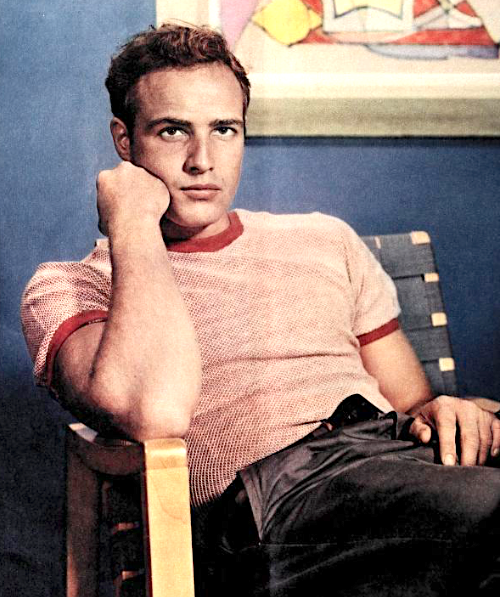
Marlon Brando.

Personnalités majeures décédées en 2004
- 4 mars : Claude Nougaro (chanteur français)
- 5 juin : Ronald Reagan (homme politique américain)
- 10 juin : Ray Charles (chanteur et pianiste américain)
- 1er juillet : Marlon Brando (acteur américain)
- 22 juillet : Serge Reggiani (acteur et chanteur français)
- 22 juillet : Sacha Distel (chanteur français)
- 28 juillet : Francis Crick (biologiste britannique)
- 3 août : Henri Cartier-Bresson (photographe français)
- 14 août : Czesław Miłosz (écrivain polonais)
- 24 septembre : Françoise Sagan (écrivaine française)
- 8 octobre : Jacques Derrida (philosophe français)
- 11 novembre : Yasser Arafat (homme politique palestinien)
- 26 novembre : Philippe de Broca (cinéaste français)